# Roberto Salcedo Aquino
Roberto Salcedo Aquino (Ciudad de México, 26 de noviembre de 1943) es un funcionario público, político, profesor y escritor mexicano. Fue secretario de la Función Pública durante el gobierno del presidente Andrés Manuel López Obrador entre 2021 y 2024. También es Auditor en Fiscalización Superior por la Auditoría Superior de la Federación.

## Biografía
Nació el 26 de noviembre de 1943 en la Ciudad de México. 
Estudió para profesor de Educación primaria y Profesor de Lengua y Literatura. Es licenciado en Ciencias Políticas y Administración Pública por la Universidad Autónoma de México (UNAM). Ha sido profesor de su alma mater.

### Trayectoria
Auditor certificado en fiscalización superior por la Auditoría Superior de la Federación. Actualmente, es Coordinador de la Academia Universitaria de Fiscalización de la Facultad de Contaduría y Administración de la UNAM. Fungió como Auditor Especial de Desempeño en la Auditoría Superior de la Federación durante 18 años.
Antes de asumir su cargo como secretario de la Función Pública fue titular de los siguientes cargos:
- Director de producción de la Comisión Nacional de Libros de Texto Gratuitos;
- Delegado regional de la Secretaria de Programación y Presupuesto;
- Oficial mayor de la Secretaría de Desarrollo Urbano y Ecología;
- Oficial mayor del Departamento del Distrito Federal;
- Oficial mayor del Secretaría de Relaciones Exteriores;
- Director general Adjunto del Banco Nacional de Obras y Servicios Públicos;
- Subsecretario de Desarrollo Urbano y Vivienda de la Secretaría de Desarrollo Social (1998-2000);[2]
- Subsecretario de Fiscalización y Combate a la Corrupción de la Secretaría de la Función Pública (2020-2021).[4]

#### Secretario de la Función Pública
El 21 de junio de 2021 fue nombrado por el presidente Andrés Manuel López Obrador como nuevo secretario de la Función Pública en sustitución de Irma Eréndira Sandoval Ballesteros.

## Obras
Ha publicado los siguientes libros:
- Praxiología. Metodología para la Evaluación de las Políticas Públicas. México: ASF. 2014.
- Rendición de Cuentas y Responsabilidad del Servidor Público. México: ASF. 2012.
- Evaluación de Políticas Públicas. México: Biblioteca Básica de Administración Pública. 2011.
- El proceso de la rendición de cuentas y la fiscalización superior. México: Red por la Rendición de Cuentas. 2013.